# Il nudo e il morto
Il nudo e il morto (The Naked and the Dead) è il primo romanzo dello scrittore americano Norman Mailer, pubblicato nel 1948. Descrive le esperienze di un plotone nella guerra del Pacifico invaso dall'Impero Giapponese, e trae spunto parzialmente dalla sua esperienza come cuoco nel 112º Reggimento di Cavalleria durante la campagna delle Filippine (1944-1945). Uscito quando l'autore aveva 25 anni, il libro, popolarissimo nonostante l'imponente mole, divenne all'uscita subito un bestseller negli USA; tuttora è considerato una delle opere migliori sulla seconda guerra mondiale e uno dei più grandi romanzi di lingua inglese.

## Trama
Parte Prima. L'ondata
La flotta statunitense si avvicina all'isola pacifica di Anopopei, occupata da un contingente giapponese; su una delle navi è imbarcato un plotone che ha perduto quasi metà degli effettivi in battaglia. C'è il sergente maggiore Croft, un duro che è a suo agio solo in azione; c'è il sergente Brown e ci sono una decina di soldati che cercano di passare il tempo. La loro principale preoccupazione sono le donne, molti pensano con nostalgia alla moglie lasciata a casa e alla possibilità di essere traditi.
Il plotone sbarca con la seconda ondata d'invasione sulla costa di Anopopei, durante il primo scontro con i giapponesi che occupano l'isola c'è una perdita, la recluta Hennessey perde la testa e viene ucciso da un colpo di mortaio.
Parte Seconda. L'argilla e la forma
Un'intera divisione è sbarcata sulle coste dell'isola, l'invasione procede lentamente e i giapponesi si ritirano senza impegnarsi in scontri prolungati. Tra i soldati Roth si sente discriminato per il fatto di essere di origine ebraica, e cerca la compagnia del soldato Goldstein.
Il tenente Hearn suscita l'astio degli ufficiali più alti in grado perché appena arrivato al comando di divisione, il generale Cummings l'ha scelto come proprio aiutante, probabilmente per le sue virtù intellettuali. Hearn non può soffrire i discorsi razzisti dei colleghi, e un giorno in mensa interviene contro un tenente colonnello, provocando la riprovazione degli altri al punto che il generale deve intervenire per sedare la discussione.
A un mese dall'inizio della campagna, il generale Cummings decide di forzare la linea giapponese del generale Tokayu con una manovra, appoggiando il fianco sinistro della divisione contro i rilievi montuosi. Del plotone, cinque uomini (comandati da Brown) rimangono a sorvegliare il campo, gli altri affluiscono in camion al fronte, rilevando due mitragliatrici in prima linea. Durante la notte scatta l'offensiva giapponese; Croft e i suoi riescono a respingere un attacco attraverso un corso d'acqua.
Lo scontro è vinto dagli statunitensi, la linea del fronte si assesta. I soldati della pattuglia, dei quali uno solo è stato ferito, tornano al campo comando e sono assegnati alla costruzione delle strade che permetteranno ai mezzi pesanti di raggiungere la prima linea. Durante un'esplorazione sorprendono un gruppetto di nemici che abbattono con una bomba a mano; l'unico sopravvissuto viene ucciso a sangue freddo dal sergente Croft. Valsen ha dei sensi di colpa per essersi allontanato dal prigioniero sapendo cosa aveva intenzione di fare il sergente.
Dopo parecchie settimane arriva finalmente la posta, ma le lettere portano brutte notizie per Gallagher: sua moglie è morta di parto. Non riesce a farsene una ragione. Gli altri della pattuglia lo compatiscono. Il tenente Hearn ha un attrito con il generale Cummings; quest'ultimo, che non riesce a imporre la sua volontà alla divisione (i soldati sono svogliati e irresoluti, la linea del fronte si è assestata in un pericoloso equilibrio) minaccia il suo aiutante di corte marziale e lo trasferisce a un reparto. Un abisso corre tra la visione del mondo dei due ufficiali: Robert Hearn è stato per qualche tempo vicino al Partito Comunista degli Stati Uniti d'America, ha persino meditato di arruolarsi volontario per la guerra civile spagnola, invece Cummings è un reazionario. La sua visione del mondo futuro non è molto distante da quella del fascismo:
(generale Edward Cummings)
Il soldato Minetta, leggermente ferito in azione, finge di essere impazzito per non tornare sulla linea di fuoco, ma poi a contatto con chi ha davvero perso la ragione preferisce rinunciare alla farsa.
Cummings fa trasferire il tenente Hearn in un reparto operativo. I suoi superiori premono per ritornare all'attacco e risolvere la campagna di Anopopei; il generale medita un avanzamento su tutta la linea, contemporaneamente a una mossa diversiva che consiste nello sbarco di un battaglione alle spalle dello schieramento giapponese. Ha bisogno però di una ricognizione nella zona, si decide per il plotone di Croft, che per l'occasione viene messo al comando di Robert Hearn.
Parte Terza. Pianta e fantasma
Croft è molto sospettoso verso Hearn, la cui presenza vede come un sopruso verso le proprie capacità. Anche gli altri del plotone sono freddi con l'ufficiale, il quale capisce che la loro fiducia è ancora da conquistare.
L'inizio della missione di pattuglia è promettente: sbarcati sulla costa alle spalle dello schieramento giapponese, i 14 uomini avanzano a fatica nella giungla, diretti verso la catena montuosa all'interno di Anopopei. Al momento di attraversare un valico però vengono sorpresi da una squadra nemica e sono costretti a indietreggiare. Per il tenente Hearn è il battesimo del fuoco. Wilson viene ferito gravemente allo stomaco, e Hearn è costretto a mandarlo indietro alla spiaggia con una barella improvvisata trasportata dal sergente Brown e da tre soldati.
Croft vorrebbe attraversare la montagna, senza transitare dal passo, ma Hearn è di altro avviso. Il sergente invia Martinez in esplorazione, di notte; il giovane incappa nei giapponesi addormentati e taglia la gola a una sentinella, poi torna al campo a riferire; su indicazione di Croft, dice al tenente che il nemico si è ritirato dal valico. La pattuglia avanza, ma il tenente che marcia in testa viene ucciso da una raffica di mitragliatrice.
Adesso è Croft al comando; contrariamente ai precedenti ordini del tenente in caso di scontro, costringe i soldati a seguirlo sulla montagna per aggirare il passo e continuare l'esplorazione. Ma lo sforzo è tremendo, i soldati sono distrutti dalla stanchezza finché Roth, sfiancato, cade senza più forze in un burrone e muore. Gli altri si ribellano, non vogliono più andare avanti, ma Croft li costringe sotto la minaccia del fucile; fino a che, quasi in cima alla montagna, sono aggrediti da una colonia di calabroni. È la goccia che fa traboccare il vaso, la ricognizione fallisce e i resti del plotone tornano verso la spiaggia dello sbarco.
Nel frattempo Wilson è morto dopo giorni di delirio, poco prima di raggiungere la spiaggia. La campagna di Anopopei è praticamente finita senza che loro possano sospettarlo: il generale Cummings si è recato al comando superiore per richiedere l'appoggio di una nave destinata allo sbarco dietro le linee giapponesi, e nel frattempo le ricognizioni sulla linea hanno individuato enormi falle. Il maggiore Dalleson, rimasto al comando, ordina un'avanzata al centro e lo schieramento nemico si sfonda. Tokayu rimane ucciso, sono settimane che i giapponesi hanno finito viveri e munizioni.
Parte quarta. La scia
Il rastrellamento residuo di Anopopei è in pratica una campagna di sterminio, i soldati giapponesi sbandati, senza armi e allo stremo vengono trucidati in un'inutile atrocità.

## Personaggi
- Sam Croft, sergente maggiore, texano, veterano, comanda il plotone
- Brown, sergente, 30 anni
- Roth, soldato di origine ebraica, non praticante
- Red Valsen, ex minatore, famiglia di immigrati scandinavi
- Julio Martinez, di origine messicana, nato nel 1918, proviene dal Texas
- Woodrow Wilson, 30 anni, analfabeta
- Roy Gallagher, di Boston, antisemita
- Joey Goldstein, ebreo di Brooklyn
- Toglio, caporale, ferito a un gomito in battaglia
- Wyman, recluta
- Stanley, 19 anni, sposatosi un anno prima; viene promosso caporale
- Ridges, contadino del Mississippi, molto religioso
- Minetta, di origine veneziana
- Polack, vero nome Casimir Czienwicz, 21 anni, di origine polacca
- Edward Cummings, generale comandante la divisione che sbarca a Anopopei
- Robert Hearn, tenente, aiutante del generale Cummings, poi comanda il plotone in missione di ricognizione; è di Chicago e ha studiato all'Università di Yale
- Tokayu, generale, comanda il contingente giapponese sull'isola di Anopopei

## Opere derivate
Nel 1958, il regista statunitense Raoul Walsh trasse dal romanzo un film intitolato Il nudo e il morto, con Aldo Ray e Cliff Robertson.

## Edizioni
- Il nudo e il morto, traduzione di Bruno Tasso, Collana Romanzi moderni, Milano, Garzanti, 1950-1964,  p. 844. - Collana I rossi e i blu, Garzanti, 1967; Collana Gli elefanti n.614, Garzanti, 1970-1986.
- Il nudo e il morto, traduzione di B. Tasso, Collana Romanzi e racconti, Milano, Baldini & Castoldi, 1998. - Collana I Nani, Dalai, 1999-2002.
- Il nudo e il morto, traduzione di Chiara Stangalino, Prefazione di Tommaso Pincio, Collana Letture n.23, Torino, Einaudi, 2009,  p. 839, ISBN 978-88-06-19953-1.
- Il nudo e il morto, traduzione di C. Stangalino, Introduzione di Norman Mailer (del 1998), Collana Oceani, Milano, La nave di Teseo, 2020, ISBN 978-88-346-0294-2.